# 谢夫·范登贝尔赫
谢夫·范登贝尔赫（荷蘭語：Sjef van den Berg，1995年4月14日—）生于北布拉班特省贝恩赫泽的一个名为海斯韦克-丁特尔的小镇，是一名荷兰男子射箭运动员。范登贝尔赫在4岁时开始接触射箭，2010年时开始参加国际比赛。他在十岁时便梦想着参加奥运。他的教练是曾参加2004年雅典奥运的Ron van der Hoff。